# Forst Aura

Lage im Landkreis Main-Spessart

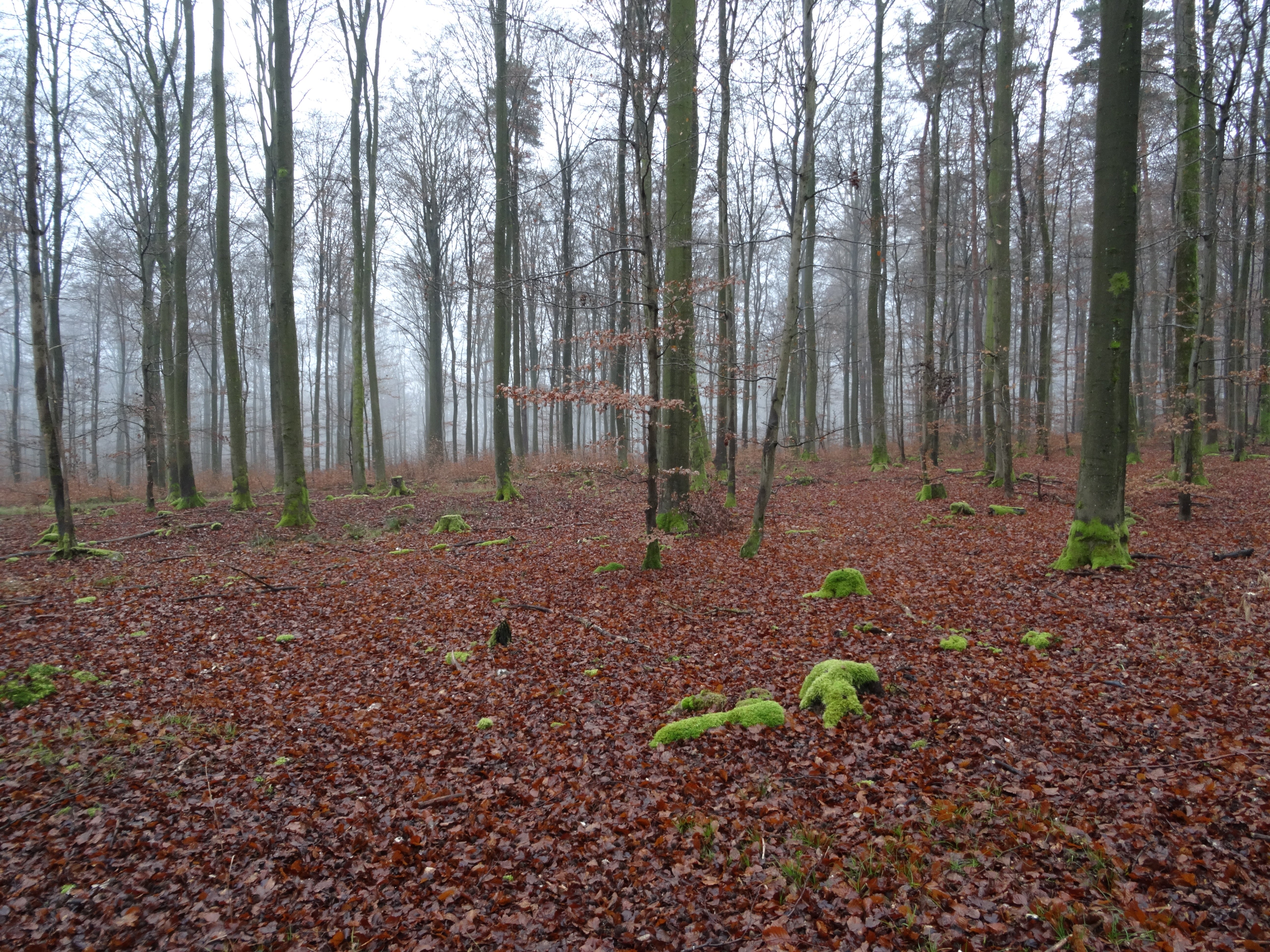
Forst Aura

Der Forst Aura ist ein 23,42 km² großes gemeindefreies Gebiet im Landkreis Main-Spessart im bayerischen Spessart. Das Gebiet ist komplett bewaldet.

## Geographie

### Lage
Die Gemeinden Obersinn und Mittelsinn teilen den Forst Aura in zwei Bereiche. Der westliche liegt rechts der Sinn, nördlich der namensgebenden Gemeinde Aura im Sinngrund. Der östliche Teil befindet sich links der Sinn. Die höchste Erhebung ist die Bichlerhöhe mit 507 m ü. NN.

### Nachbargemeinden
|                                 | Gutsbezirk Spessart (gemeindefreies Gebiet)   |                                                                         |
| Burgjoß (gemeindefreies Gebiet) | Kompassrose, die auf Nachbargemeinden zeigt   | Roßbacher Forst (gemeindefreies Gebiet)                                 |
| Gemeinde Flörsbachtal           | Gemeinde Aura im Sinngrund und Markt Burgsinn | Gemeinde Wartmannsroth und Omerz und Roter Berg (gemeindefreies Gebiet) |